# Riera de Sant Medir
La Riera de Sant Medir és un curs d'aigua de Collserola, del vessant del Vallès Occidental. S'origina en la unió dels torrents de la Salamandra i de les Costes de Sant Medir, poc després rep les aigües de la font de Sant Medir i passa per l'ermita del mateix nom, indret que dona el nom a la riera. Altres afluents de la riera són el torrent de la Rabassada, el torrent de la Torre Negra i el torrent del Sant Crist. La seva vall discorre entra la serra de la Rabassada i la de Sant Medir, i passa per indrets ben coneguts com l'ermita de Sant Adjutori, el Forn Ibèric de Sant Cugat del Vallès, Can Borrell, la Torre Negra i el Pi d'en Xandri.